# Phaeacius saxicola
Phaeacius saxicola là một loài nhện trong họ Salticidae.
Loài này thuộc chi Phaeacius. Phaeacius saxicola được Fred R. Wanless miêu tả năm 1981.